# Phrixometra rayneri
Phrixometra rayneri is een haarster uit de familie Antedonidae.
De wetenschappelijke naam van de soort werd in 1938 gepubliceerd door David Dilwyn John.